# بيت إسعاد الطفولة
بيت إسعاد الطفولة (1976-1982) هي مدرسة فلسطينية أنشئت في لبنان بجهود الاتحاد النسائي العربي الفلسطيني والجمعية اللبنانية التي نشأت بعد نكبة الشعب الفلسطيني عام 1948 وكانت تضم سيدات فلسطينيات ولبنانيات، أخذن على عاتقهن القيام بأعمال خيرية لمساعدة أبناء الشعب الفلسطيني في لبنان.
حصلت على ترخيص رسمي من الحكومة اللبنانية، وكانت تمارس أعمالها تحت أنظمة وقوانين خاصة بالفلسطينين في لبنان وتضعهم تحت رحمة الأجهزة العسكرية والأمنية اللبنانية. وكانت عضواً في اتحاد الروابط والجمعيات الخيرية في لبنان، ولها اتفاقات مع مصلحة الإنعاش الاجتماعي اللبناني ومنظمة التغذية الدولية.

## موقعها
في سوق الغرب وعلى مقربة من العاصمة بيروت، على سطح جبل يطل على البحر بمساحة أرض تزيد على 12000 متر مربع. تحتوي المدرسة على 107 غرفة موزعين على عدة أدوار ويحيط بها ملاعب صيفية وشتوية. وكانت تدرس المنهاج اللبناني إضافة إلى مواد تتعلق بالقضية الفلسطينية.

## تأسيسها
بدأت المدرسة باستقبال عشرات الطلاب من ذوي الأسر الفلسطينية المعوزة منذ عام 1957 وكانوا يقيمون في بيوت مستأجرة، وبعد إنهاء بناء المدرسة عام 1965 انتقل الطلاب إليها وظلت هكذا حتى عام 1970 حيث بدأت باستقبال أبناء شهداء الثورة الفلسطينية بأحداث أيلول الأسود.
في عام 1976 بدات المدرسة باستقبال أطفال "تل الزعتر" الذين فقدوا أباءهم وذويهم وكانوا يعانون نفسياً إثر فترة الحصار الطويل والدامي الذي تعرض له تل الزعتر إبان الحرب اللبنانية وجسدياً من أمراض مستعصية في النظر والأجهزة الهضمية. وضمت أيضاً أطفال من مختلف بقاع لبنان استشهد أباؤهم أيضاً. بلغ عدد طلاب المدرسة 370 طفلاً تتراوح أعمارهم بين 5-16 سنة. وكانوا الطلاب يمنحون إجازات للذهاب لبيوتهم في أوقات العطل.

## شروط القبول
يقبل الأطفال في المدرسة دون تمييز بين دين وجنسية بحسب الأفضلية:
- من استشهد والداه أو أحدهما أو ذويه.
- من فقد والداه أو إحداهما.
- الحالات الاجتماعية المتمثلة في فقدان إمكانية العيش كأسرة.

## أقسامها
تتألف المدرسة من مدير ونائب له، ويعين المدير أربعة أقسام يرئس كل قسم مسؤول وهي :
- قسم التعليم، وهو القسم الذي يتولى القيام بالأعمال التعليمية والتربوية طوال ساعات الدوام اليومي من الساعة 8 صباحاً وحتى الساعة 3:30 مساءً طوال أيام الأسبوع، عدا يومي السبت والأحد فهما عطلة أسبوعية. وكانت منهم المعلمة آمال بكراوي
- قسم الإشراف الداخلي،وهو القسم الذي يتولى القيام بأعمال الرعاية الخاصة بالأطفال ويقوم بهذه الأعمال مشرفات يعلمن الأطفال على الأعمال المنزلية واتباع الشروط لنظافتهم وتغذيتهم وصحتهم، وبهذا القسم يوزع الأطفال حسب الجنس والعمر لغرف مخصصة وعلى أجنحة يطلق عليها أسماء المدن الفلسطينية.[4]
- قسم التموين وااتغذية، وهو القسم الذي يطعم الأطفال ويؤمن حاجياتهم من ملابس ولوازم للمنزل ومواد تنظيف. ويعمل في هذا القسم طهاة ومساعدين ومعدو طاولات الطعام والعاملون في مجال تنظيف الملابس.
- قسم الخدمات، وهو القسم الذي يتولى إصلاح الأعطال الطارئة في أجهزة المدرسة.

## احتفالاتها
ليلة الثلاثين من آذار كل عام وهو يوم الأرض، لم يكن يوماً عادياً بالمدرسة بل كان يوم العادات والتقاليد الفلسطينية، كانت المدرسة تتحول إلى قرية فلسطينية يختار الأطفال اسمها ويعيشون حياتها، وفي الصباح يكتب الأطفال أسماء القرى الفلسطينية على بالونات وتعلق على أشجار في ساحة المدرسة. وأيضاً يتم الاحتفال بيوم الشهيد في السابع من كانون الثاني فكانوا يوقدون شعلة الشهيد وفي الصباح يصنعون شجرة الحياة ويضعونها في معرض خاص يقام بهذه المناسبة، وتعلق صور الشهداء على هذه الشجرة. وكان يشترط على كل زائر للمعرض أن يكتب اسم شهيد بجانب اسمه ليتمكن من الدخول.
وشكلت المدرسة على يد المعلمة حورية الفار فرقة فنية تحمل اسم فلسطين والكوفية جابت الدنيا بصوتها وألحانها ودبكاتها الفلسطينية.

## من طلابها
درس العديد من الطلاب في المدرسة وأصبحوا ذو شأن حول العالم منهم:
- أحمد المذبوح، سفير فلسطين في بيلاروسيا
- علي حافظ الفار، مقدم في حركة فتح[7]
- الدكتور ثابت طه، من أهم الأطباء في دولة الإمارات
- زعل أبو رقطي، مدير عام في التلفزيون الفلسطيني
- ناصر اللحام.[بحاجة لمصدر]
- حنيفة عمر الشيخ.[8]
- شادية اللحام.
- محمد الجموع، مسؤول المترجمين في الأمم المتحدة

## تدميرها
في حرب عام 1982 خلال الحرب اللبنانية الإسرائيلية تعرضت المدرسة لقصف وحشي من قبل الاحتلال الإسرائيلي، فتم نقل طلابها لمنطقة عدرا قرب دمشق للمدرسة التعليمية التي بنيت لإحتواء أبناء شهداء الثورة الفلسطينية برعاية مؤسسة أبناء شهداء ومجاهدي الثورة الفلسطينية.